# Tothill
Tothill – przysiółek w Anglii, w Lincolnshire. Leży 45.1 km od Lincoln i 200.1 km od Londynu. W 1961 roku civil parish liczyła 39 mieszkańców. Tothill jest wspomniana w Domesday Book (1086) jako Totele.